# Kassumkent
Kassumkent (russisch Касумкент, auch Kasumkent; lesgisch Кьасумхуьр, Kasumchür) ist ein Dorf (Aul, offiziell Selo) in Dagestan mit 13.232 Einwohnern (Stand 14. Oktober 2010) vorwiegend lesgischer Nationalität.

## Geographie
Kassumkent liegt im Süden Dagestans, gut 150 km Luftlinie von der Hauptstadt der Republik, Machatschkala und etwa 45 km von Derbent entfernt zwischen den Flüssen Tschirag-Tschai und Kurach in einer Höhe von etwa 480 m. Das Dorf ist Verwaltungszentrum des Rajons Suleiman-Stalski.

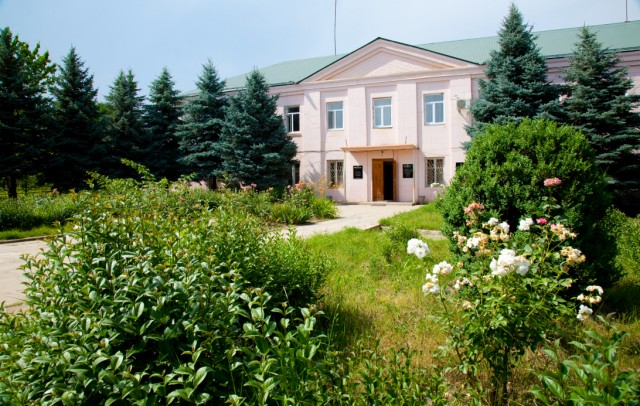
Gebäude der Verwaltung von Kassumkent
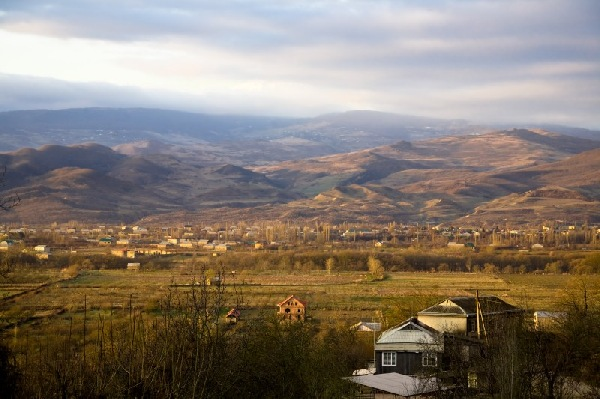
Panorama von Kassumkent

## Geschichte
Das Dorf soll vor mehreren hundert Jahren von einem Bergbewohner namens Kassum (Kasum) gegründet worden sein, der sein Haus in der bewaldeten Gegend am Tschirag-Tschai errichtete. Mit der Zeit siedelten sich weitere Bewohner aus den umliegenden Gebieten an. Nach einer Volkszählung im Jahr 1886 gab es im Dorf 116 Häuser und 623 Einwohner (316 Männer und 307 Frauen). Zu Beginn des 20. Jahrhunderts existierten zwei Moscheen und eine zweiklassige Schule.
Kassumkent wurde am 3. Juli 1929 Verwaltungszentrum eines neu geschaffenen Rajons. Heute ist es eines der größten ländlichen Rajonzentren der Republik.

### Bevölkerungsentwicklung
| Jahr | Einwohner |
| ---- | --------- |
| 1897 | 1.013     |
| 1939 | 2.382     |
| 1959 | 4.720     |
| 1970 | 7.094     |
| 1979 | 7.393     |
| 1989 | 7.652     |
| 2002 | 11.419    |
| 2010 | 13.232    |

Anmerkung: Volkszählungsdaten

## Kultur und Sehenswürdigkeiten
Im Ort steht ein Denkmal für den Zweiten Weltkrieg.

## Infrastruktur
Durch Kassumkent führt die Regionalstraße 82K-009 (ehemals R281), die knapp 15 km nordwestlich von der zur nahen aserbaidschanischen Grenze führenden Fernstraße R217 Kawkas (ehemals M29, Teil der Europastraße 119) abzweigt und im weiteren Verlauf die zentralen Bergregionen Dagestans mit den Rajonverwaltungszentren Chiw, Tpig, Watschi und Kumuch erschließt. In Kassumkent zweigt in südwestlicher Richtung die 82K-019 in das benachbarte Rajonzentrum Kurach ab. Die nächstgelegene Bahnstation befindet sich etwa 30 km nordwestlich in Belidschi an der Strecke Rostow am Don –  Machatschkala – Baku.

## Söhne und Töchter der Stadt
- Rasmi Dschabrailow (1932–2022), Schauspieler und Regisseur
- Unejisat Meilanowa (1924–2001), Linguistin und Hochschullehrerin